# تریلر رمانتیک

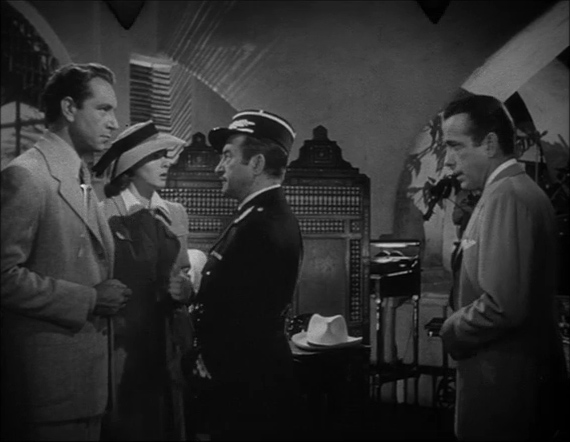
کازابلانکا (۱۹۴۱)

تریلر رمانتیک یا رمانتیک دلهره‌آور (به انگلیسی: Romantic thriller) روایتی است که عناصری از ژانرهای عاشقانه و دلهره‌آور را در بر می‌گیرد. یک تریلر خوب با ایجاد ناراحتی در بینندگان، از لحظات تعلیق یا تشدید احساس اضطراب و ترس، سرگرمی آن‌ها را فراهم می‌کند. تریلر بیشتر یک مفهوم و توصیف آشناست تا یک ژانر. یک ژانر معمولی می‌تواند از کمدی و ملودرام گرفته تا ماجراجویی و عاشقانه متفاوت باشد. همه تریلرها ترکیبی از ژانرهای مختلف هستند. ویژگی اصلی دلهره‌آور که تعلیق مناسب است، با برخی از ژانرها مطابقت دارد. برای مثال ژانرهای جنایی، علمی تخیلی و عاشقانه فضای بیشتری را برای تعلیق نسبت به کمدی‌های اسکروبال یا موزیکال فراهم می‌کنند.
تریلر رمانتیک ژانری است که دو یا چند ژانر را با هم ادغام می‌کند. با جنبش‌های سینمایی تثبیت‌شده و خاص مانند ترسناک گوتیک یا عصر طلایی هالیوود متفاوت است. (تریلرها ص ۲۶۰–۲۶۱) یک ژانر در دو سطح کار می‌کند. ۱) یک موضوع خاص وجود دارد، سپس ۲) روابط، الگوها و عناصر ساختاری با موضوع خاص در هم تنیده می‌شوند. به‌همین دلیل است که می‌تواند تنوع زیادی از سبک‌های بصری و ساختارهای داستانی در این ژانر وجود داشته باشد.

## نمونه فیلم

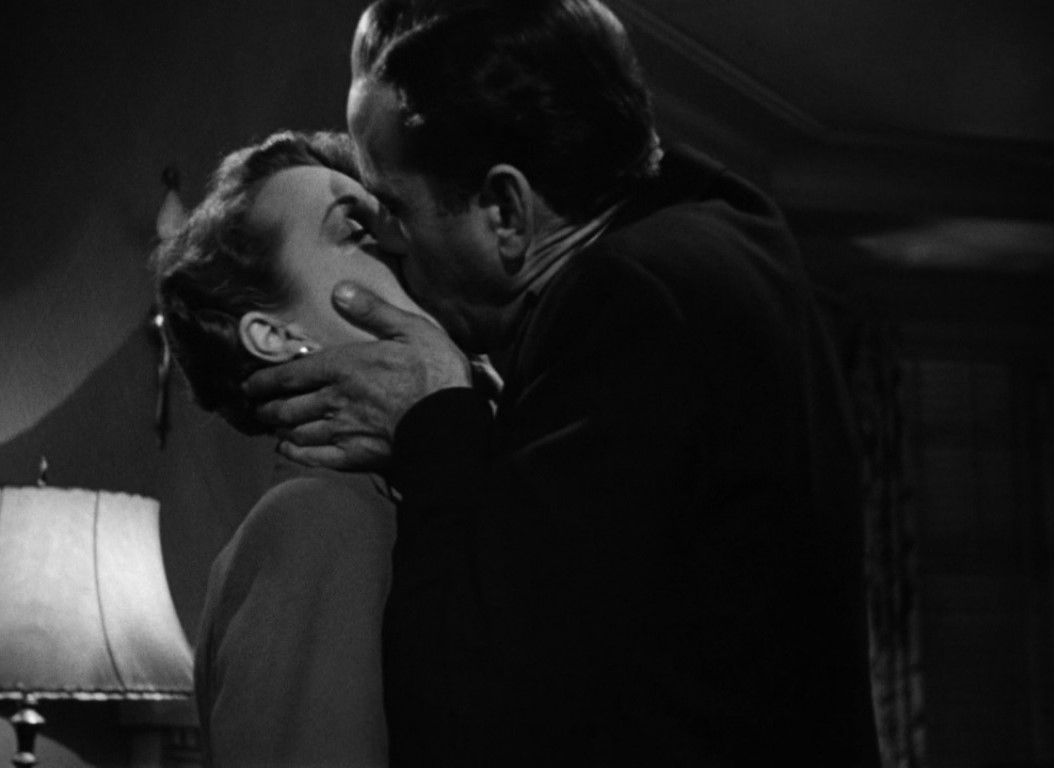
شاهین مالت (۱۹۴۱)

نظرات در مورد این که چه فیلم‌هایی در این دسته قرار می‌گیرند متفاوت است. فیلم‌های زیر فقط یک نمونه است؛ فهرست اول فیلم‌های هالیوودی است و فهرست دوم که گسترده‌تر است، شامل فیلم‌های بین‌المللی می‌شود.
- کازابلانکا (۱۹۴۲): درامی در جنگ جهانی دوم، از عوارض جنگ و عشق. هامفری بوگارت، اینگرید برگمن و کلود رینس در این فیلم به ایفای نقش پرداخته‌اند.
- The Maltese Falcon (1941): Detective story with a love affair; stars Humphrey Bogart, Mary Astor and Peter Lorre.
- شاهین مالت (۱۹۴۱): داستان کارآگاهی با یک رابطه عاشقانه. هامفری بوگارت، مری آستور و پیتر لوره در این فیلم به ایفای نقش پرداخته‌اند.
- خواب گران (۱۹۴۶): داستان کارآگاهی با یک رابطه عاشقانه. هامفری بوگارت، لورن باکال، جان ریدگلی، مارتا ویکرز در این فیلم به ایفای نقش پرداخته‌اند.
- سرگیجه (۱۹۵۸): تحقیقی و داستان عاشقانه؛ به کارگردانی آلفرد هیچکاک و حضور بازیگرانی چون جیمز استوارت و کیم نواک.
- معما (۱۹۶۳): ماجرای یک طلاق و درگیری و جست‌وخیز شخصیت با لایه‌های متعدد هویتی. کری گرانت، آدری هپبورن، والتر ماتائو و جیمز کابرن در این فیلم به ایفای نقش پرداخته‌اند.
- خوابیدن با دشمن (۱۹۹۱): زنی مورد آزار قرار گرفته مرگ خود را صحنه‌سازی می‌کند تا از شوهر خشن خود رها شود. جولیا رابرتس و پاتریک برگین بازیگران اصلی این فیلم هستند.
- داستان عاشقانه واقعی (۱۹۹۳): نوشته کوئنتین تارانتینو. پر از عناصری چون مواد مخدر، درام و رابطه جنسی. کریستین اسلیتر، وال کیلمر و پاتریشیا آرکت در این فیلم به ایفای نقش پرداخته‌اند.
- بی‌وفا (۲۰۰۲): ازدواج با همسر خیانتکار که عواقب مرگباری به‌همراه دارد. با حضور بازیگرانی چون ریچارد گیر و دایان لین.
- آقا و خانم اسمیت (۲۰۰۵): زوج متأهلی که قاتل مخفی هستند. با حضور آنجلینا جولی و برد پیت.
- توریست (۲۰۱۰): جاسوسان یک توریست بی‌خبر از همه جا را برای به دام انداختن یک دزد طعمه قرار می‌دهند. با حضور آنجلینا جولی، جانی دپ، پل بتانی و تیموتی دالتون.

فهرست فیلم‌های بین‌المللی از این نمونه:
- بذر تمر هندی (۱۹۷۴)
- چشمان لورا مارس (۱۹۷۸)
- دیوا (۱۹۸۱)
- از نفس‌افتاده (۱۹۸۳)
- عشق‌بازی با سنگ (۱۹۸۴)
- سرگذشت ندیمه (۱۹۹۰)
- ترس (۱۹۹۳)
- از اعماق دل… (۱۹۹۸)
- ویکر پارک (۲۰۰۴)
- امتیاز نهایی (۲۰۰۵)
- گانگستر (۲۰۰۶)
- فنا (۲۰۰۶)
- پسر تامیلی دوست‌داشتنی (۲۰۰۷)
- اداره تعدیل (۲۰۱۱)
- سوپر ۸ (۲۰۱۱)
- پناهگاه امن (۲۰۱۳)
- جنتلمن (۲۰۱۶)